# Ochropleura beesoni
Ochropleura beesoni is een vlinder uit de familie van de uilen (Noctuidae). De wetenschappelijke naam van de soort is voor het eerst geldig gepubliceerd in 1971 door Kapur & Arora.